# Nannina de Médicis
Nannina de' Medici de son vrai nom  Lucrezia de' Medici (née à Florence le 14 février 1448  et morte dans la même ville le 14 mai 1493) est la deuxième fille de Pierre Ier de Médicis et Lucrezia Tornabuoni. Elle est ainsi la sœur aînée de Laurent de Médicis. Elle a épousé Bernardo Rucellai. Le nom de son père étant Piero, elle est parfois citée sous le nom de Lucrezia di Piero de' Medici,. 

## Biographie
Lucrezia de' Medici est surnommée « Nannina  » comme son arrière-grand-mère Piccarda de Bueri elle reçoit une éducation cultivée et raffinée,. 
En 1461, à l'âge d'environ 13 ans, elle est mariée à Bernardo Rucellai avec une dot de 2 500 florins d'or. Nannina a été amenée chez son mari cinq ans plus tard, le 8 juin 1466. La fête de mariage est célèbre pour son opulence, 500 invités étaient assis sur une estrade triangulaire qui occupait la loggia, la totalité de la place et de la rue devant le Palais Rucellai. Le couple a eu quatre fils, Cosimo, Pietro, Palla et Giovanni,.
Nannina de' Medici est morte à Florence le 14 mai 1493. 

## Portraits
Aucun portrait de Nannina n'est identifié de manière fiable.